# تیموئه باکایوکو
تیموئه باکایوکو (فرانسوی: Tiemoué Bakayoko‎؛ زادهٔ ۱۷ اوت ۱۹۹۴) بازیکن فوتبال اهل فرانسه است که برای باشگاه لوریان بازی می‌کند.
از باشگاه‌هایی که در آن بازی کرده‌است می‌توان به رن، موناکو، چلسی، ناپولی و میلان اشاره کرد.
وی همچنین در تیم ملی فوتبال فرانسه بازی کرده‌است.

## دوران باشگاهی

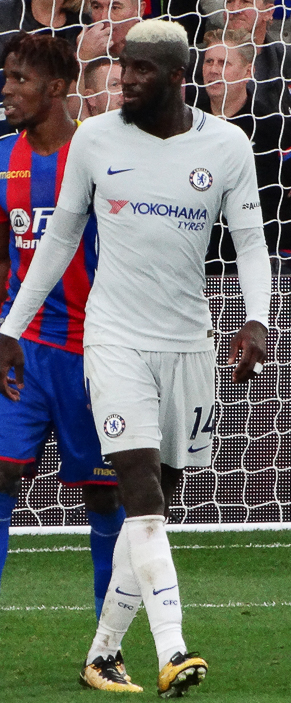
تیموئه باکایوکه

### رن
باکایوکو اولین بازی خود در لیگ ۱ فرانسه را با پیراهن رن و برابر باشگاه اویان انجام داد.

### موناکو
باکایوکو در سال ۲۰۱۴ و با ۷ میلیون پوند به موناکو پیوست. او با درخشش در فصل ۱۷–۲۰۱۶ موفق شد همراه با موناکو به نیمه نهایی لیگ قهرمانان اروپا برسد. آن‌ها در این راه، منچستر سیتی را با نتیجه ۳–۱ شکست دادند. البته موناکو در دور بعد مغلوب یوونتوس شد.

### چلسی
تیموئه باکایوکو در پانزدهم ژوئیه ۲۰۱۷ با مبلغی در حدود ۴۰ میلیون پوند به چلسی پیوست و تبدیل به دومین بازیکن گران‌قیمت تاریخ این باشگاه شد.

## افتخارات
موناکو
- لیگ ۱: ۱۷–۲۰۱۶[۷]

چلسی
- جام حذفی فوتبال انگلستان: ۱۸–۲۰۱۷[۸]

فردی
- تیم فصل لیگ قهرمانان اروپا: ۱۷–۲۰۱۶[۹]

میلان
قهرمانی در فصل ۲۰۲۱